# Céline Imart
Céline Imart (nascida a 24 de Agosto de 1982) é uma produtora de cereais francesa, sindicalista e política do Partido Republicano (LR), que serve como membro do Parlamento Europeu desde 2024.

## Carreira política
Imart foi membro do grupo agrícola do Conselho Económico, Social e Ambiental de 2010 a 2015, e desempenhou funções como vice-presidente da Jeunes Agriculteurs de 2014 a 2018.
Em Março de 2024, Imart foi nomeada directora de campanha do LR para as eleições europeias, ao lado de François-Xavier Bellamy e Othman Nasrou.
No Parlamento Europeu, Imart serve na Comissão de Comércio Internacional e na Comissão de Agricultura e Desenvolvimento Rural. Além das suas atribuições na comissão, faz parte da delegação do parlamento à Assembleia Parlamentar Euro-Latino-Americana.